# HC Dalen
HC Dalen är en ishockeyklubb från Norrahammar i Jönköping. Klubben spelar sedan 2014 i Hockeyettan. Hemmarenan är Smedjehov.
HC Dalen bildades 3 september 1966 Av Lennart Brandt Göran Åstand Tabergs SK och Rudolf Classon Norrahammars IK när idrottsföreningarna Norrahammars IK och Tabergs SK slog samman sina ishockeysektioner. Säsongen 1974/1975 spelade HC Dalen i division 2 som vid tiden var den näst högsta divisionen. Säsongerna 1984/1985 till 1986/1987 i divsion 1 vilket var den näst högsta serien under dåvarande Elitserien. Dalen spelade två säsonger under 2000- talet i division 1 som motsvarar dagens Hockeyettan nivå. 2000/2001 och 2001/2002  Då spelade laget i division 1 södra men åkte ur serien igen. Fr.o.m. säsongen 2014/2015 är man tillbaka i Hockeyettan och säsongen 2017/2018 även med spel i Allettan och playoff.
Björn Melin, Stefan Liv, David Fredriksson och Johan Lindström, som alla spelat i Elitserien, har HC Dalen som moderklubb. Även den tidigare HV71-spelaren Owe Thörnberg spelade med HC Dalen och avslutade sin karriär i klubben 2002.

## Säsonger
| Säsong                                     | Division           | Placering | Vårserie                             | Kval/Playoff                                            |
| ------------------------------------------ | ------------------ | --------- | ------------------------------------ | ------------------------------------------------------- |
| 1984/1985                                  | Division I Södra   | 7         | 6:a i fortsättningsserien            |                                                         |
| 1985/1986                                  | Division I Södra   | 6         | 4:a i fortsättningsserien            |                                                         |
| 1986/1987                                  | Division I Södra   | 9         | 8:a i fortsättningsserien            | 3:a i kvalserien till Division 1, nerflyttade           |
| 1987–2000 spelade Dalen i lägre divisioner |                    |           |                                      |                                                         |
| 2000/2001                                  | Division I Södra A | 9         | 8 i vårserien                        | 1:a i kvalserien till Division 1 Södra B                |
| 2001/2002                                  | Division I Södra B | 9         | 7:a i vårserie B                     | nerflyttade                                             |
| 2002–2014 spelade Dalen i lägre divisioner |                    |           |                                      |                                                         |
| 2013/2014                                  | Division 2 Södra B | 1         | Playoff: Besegrar Värnamo och Bäcken | 1:a i kvalserie E till division 1, uppflyttade          |
| 2014/2015                                  | Hockeyettan Södra  | 11        | 6:a i vårserien                      |                                                         |
| 2015/2016                                  | Hockeyettan Södra  | 6         | 5:a i vårserien                      |                                                         |
| 2016/2017                                  | Hockeyettan Södra  | 8         | 5:a i vårserien                      |                                                         |
| 2017/2018                                  | Hockeyettan Södra  | 5         | 6:a i Allettan Södra                 | Playoff: Utslagna av Visby/Roma                         |
| 2018/2019                                  | Hockeyettan Södra  | 7         | 2:a i Vårettan                       |                                                         |
| 2019/2020                                  | Hockeyettan Södra  | 9         | 3:a i Vårettan                       |                                                         |
| 2020/2021                                  | Hockeyettan Västra | 1         | 2:a i Allettan Södra                 | Slutspel: Utslagna av Mariestad                         |
| 2021/2022                                  | Hockeyettan Södra  | 5         | 6:a i Allettan Södra                 | Slutspel: Besegrar Strömsbro och Boden 4:a i kvalserien |
| 2022/2023                                  | Hockeyettan Västra | 1         | 5:a i Allettan Södra                 | Slutspel: Utslagna av Vimmerby HC                       |